# Marie Warnant
Marie Warnant (Namen, 31 augustus 1979), is een Belgische singer-songwriter en muzikante.

## Biografie
Geprezen door de pers en het publiek, vooral met de titel Bruxelles, begon ze aan een reeks concerten in België en in het buitenland (Frankrijk, Zwitserland, Canada, Polen, Portugal...).
Vanaf 2006 werkte ze regelmatig samen met modeontwerper Jean-Paul Knott, voor wie ze verschillende modeshows (in Brussel, Parijs en Tokio) muzikaal begeleidde en met wie ze een sterke menselijke en artistieke vriendschap opbouwde. Ze houdt ervan om muziek en mode te mixen en combineert beide werelden bij verschillende gelegenheden, waaronder het optreden en aanbieden van haar muziek tijdens de Victoire/ Le Soir modeshow in het Atomium in oktober 2014.
RITOURNELLE, haar tweede album, werd opgenomen met Erwin Autrique in het ICP in Brussel en verscheen in april 2010. Het bevat Finir, voor haar geschreven door dichter-schrijver William Cliff, en La valse, een lied geschonken door Benjamin Biolay.
Marie Warnant werkt veel samen en deelde in 2015 de track Les femmes sont là met rapper AKRO (Starflam) op Quadrifolies.

## Discografie
- 2005  : De un à dix
- 2010 : Ritournelle
- 2014 : Nyxtape
- 2015 : Make Love
- 2016 : Michael et Moi
- 2017 : Peace and Freedom
- 2018 : La Pension Almayer
- 2022 : Amour Sans Fin
- 2023 : Pisang Orange